# Aumagne
Aumagne est une commune du Sud-Ouest de la France située dans le département de la Charente-Maritime (région Nouvelle-Aquitaine).

## Géographie

### Communes limitrophes
|              | Varaize | La Brousse        |
| Sainte-Même  | Aumagne | Blanzac-lès-Matha |
| Authon-Ébéon | Aujac   |                   |

## Urbanisme

### Typologie
Au 1er janvier 2024, Aumagne est catégorisée commune rurale à habitat dispersé, selon la nouvelle grille communale de densité à 7 niveaux définie par l'Insee en 2022.
Elle est située hors unité urbaine. Par ailleurs la commune fait partie de l'aire d'attraction de Saint-Jean-d'Angély, dont elle est une commune de la couronne,. Cette aire, qui regroupe 37 communes, est catégorisée dans les aires de moins de 50 000 habitants,.

### Occupation des sols
L'occupation des sols de la commune, telle qu'elle ressort de la base de données européenne d’occupation biophysique des sols Corine Land Cover (CLC), est marquée par l'importance des territoires agricoles (96 % en 2018), une proportion identique à celle de 1990 (96 %). La répartition détaillée en 2018 est la suivante : 
terres arables (69,4 %), zones agricoles hétérogènes (18,8 %), cultures permanentes (7,9 %), forêts (2,7 %), zones urbanisées (1,3 %). L'évolution de l’occupation des sols de la commune et de ses infrastructures peut être observée sur les différentes représentations cartographiques du territoire : la carte de Cassini (XVIIIe siècle), la carte d'état-major (1820-1866) et les cartes ou photos aériennes de l'IGN pour la période actuelle (1950 à aujourd'hui).

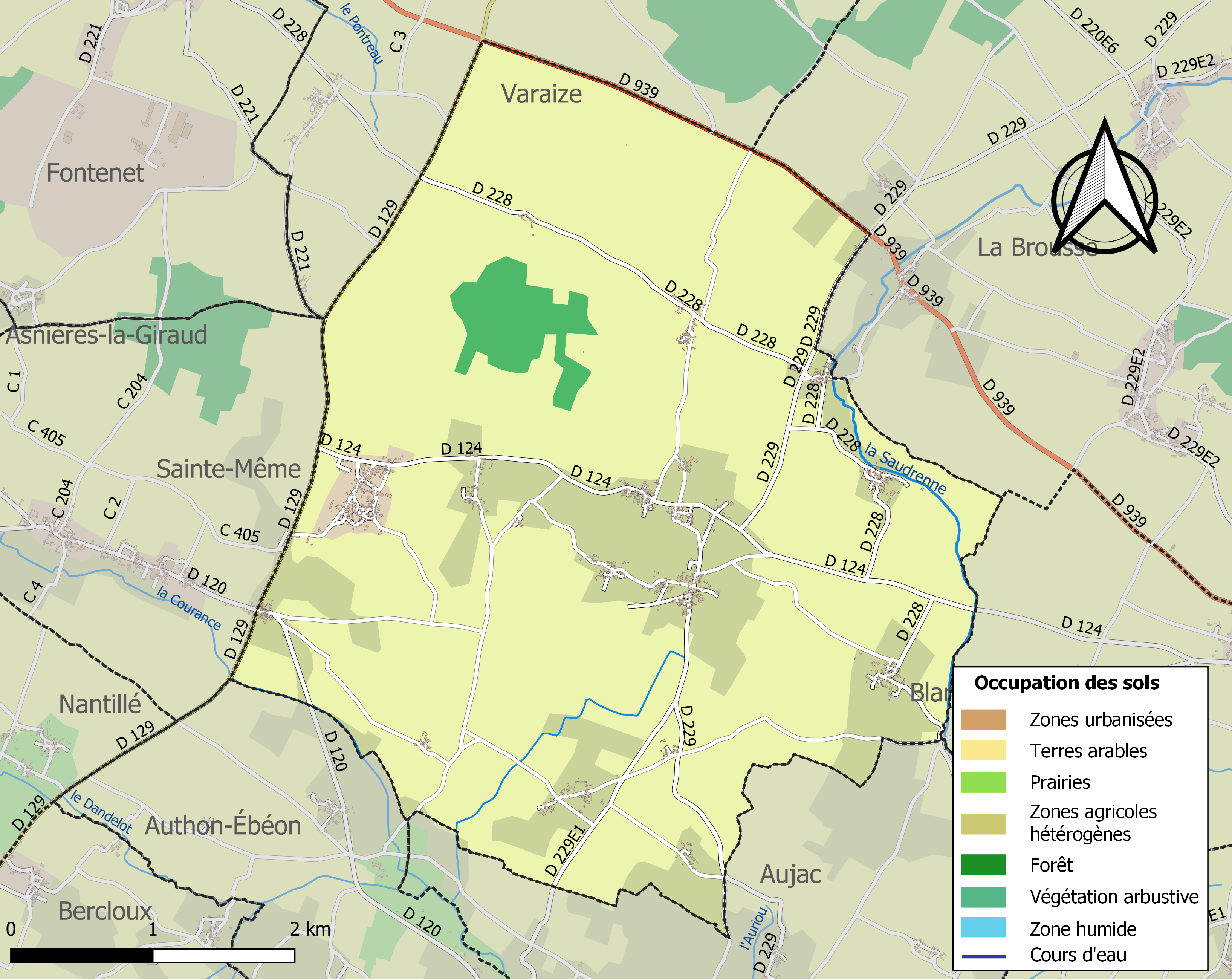
Carte des infrastructures et de l'occupation des sols de la commune en 2018 (CLC).

### Risques majeurs
Le territoire de la commune d'Aumagne est vulnérable à différents aléas naturels : météorologiques (tempête, orage, neige, grand froid, canicule ou sécheresse), inondations, mouvements de terrains et séisme (sismicité modérée). Il est également exposé à un risque technologique,  le transport de matières dangereuses. Un site publié par le BRGM permet d'évaluer simplement et rapidement les risques d'un bien localisé soit par son adresse soit par le numéro de sa parcelle.

#### Risques naturels
Certaines parties du territoire communal sont susceptibles d’être affectées par le risque d’inondation par débordement de cours d'eau. La commune a été reconnue en état de catastrophe naturelle au titre des dommages causés par les inondations et coulées de boue survenues en 1982, 1999 et 2010,.

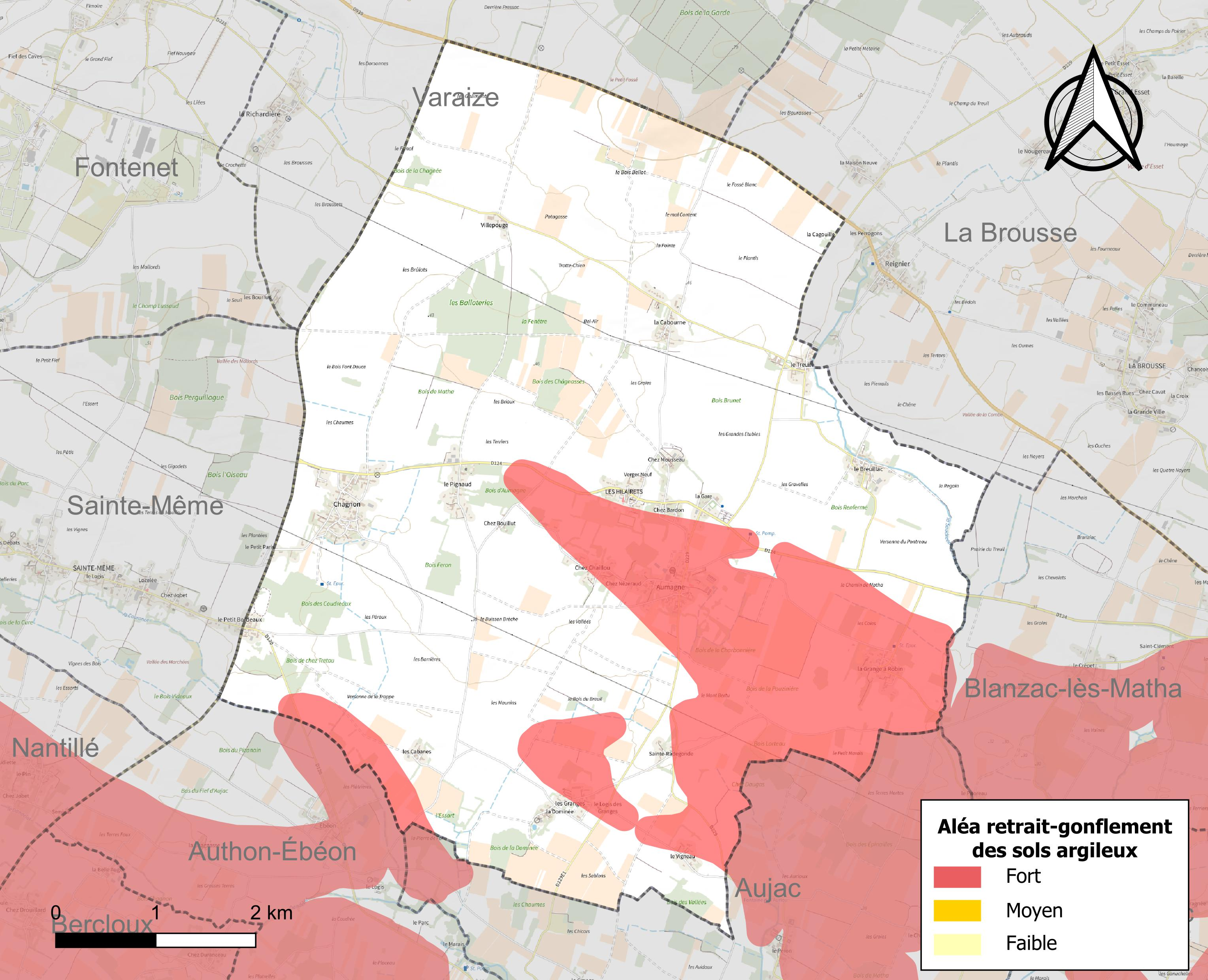
Carte des zones d'aléa retrait-gonflement des sols argileux d'Aumagne.

Les mouvements de terrains susceptibles de se produire sur la commune sont des tassements différentiels.
Le retrait-gonflement des sols argileux est susceptible d'engendrer des dommages importants aux bâtiments en cas d’alternance de périodes de sécheresse et de pluie. 20,6 % de la superficie communale est en aléa moyen ou fort (54,2 % au niveau départemental et 48,5 % au niveau national). Sur les 421 bâtiments dénombrés sur la commune en 2019,  120 sont en aléa moyen ou fort, soit 29 %, à comparer aux 57 % au niveau départemental et 54 % au niveau national. Une cartographie de l'exposition du territoire national au retrait gonflement des sols argileux est disponible sur le site du BRGM,.
Par ailleurs, afin de mieux appréhender le risque d’affaissement de terrain, l'inventaire national des cavités souterraines permet de localiser celles situées sur la commune.
Concernant les mouvements de terrains, la commune a été reconnue en état de catastrophe naturelle au titre des dommages causés par la sécheresse en 1989, 1991, 2003 et 2005 et par des mouvements de terrain en 1999 et 2010.

#### Risques technologiques
Le risque de transport de matières dangereuses sur la commune est lié à sa traversée par une ou des infrastructures routières ou ferroviaires importantes ou la présence d'une canalisation de transport d'hydrocarbures. Un accident se produisant sur de telles infrastructures est susceptible d’avoir des effets graves sur les biens, les personnes ou l'environnement, selon la nature du matériau transporté. Des dispositions d’urbanisme peuvent être préconisées en conséquence.

## Histoire

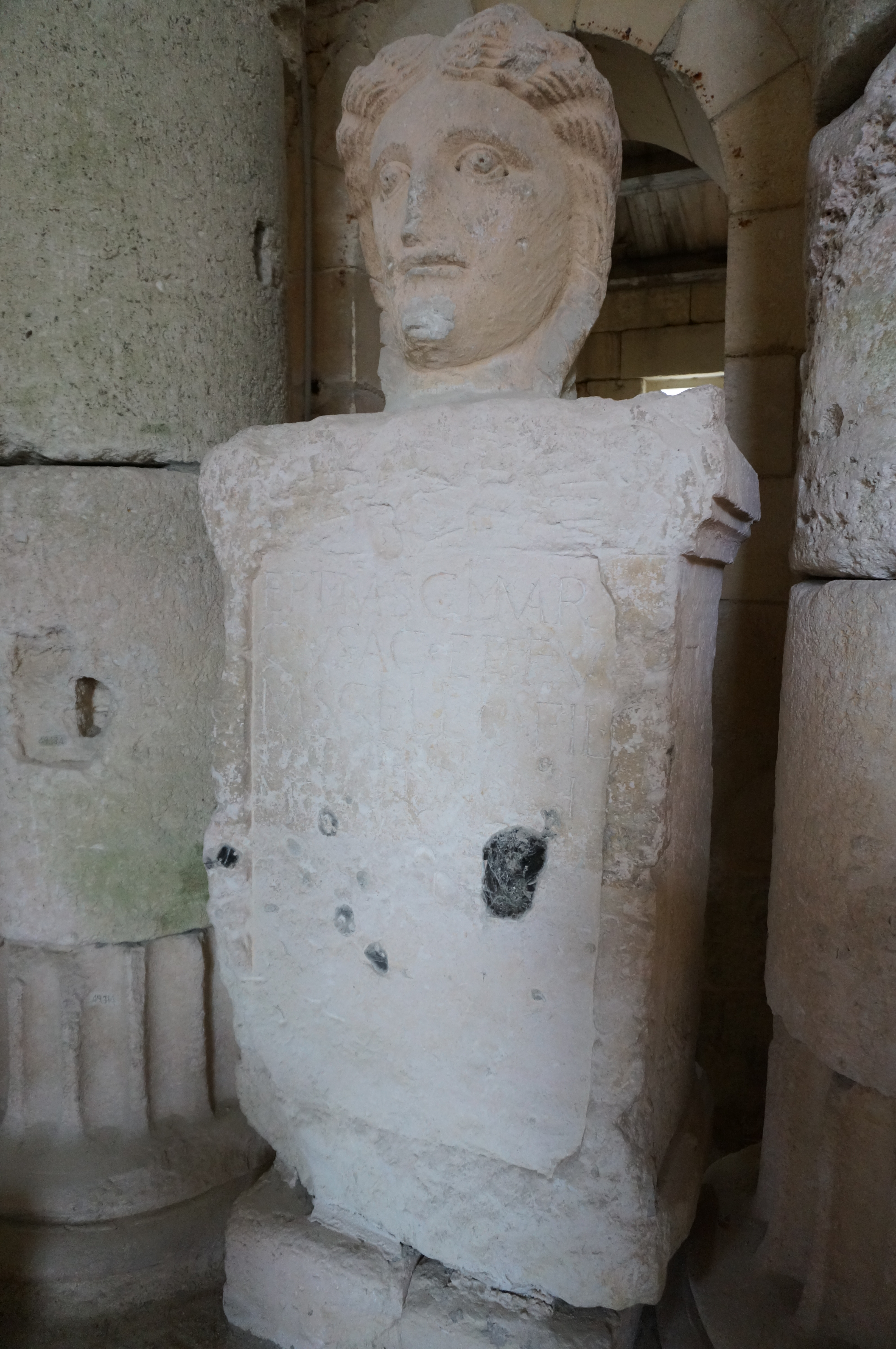
Tête colossale trouvée en 1896 à Aumagne, conservée à Saintes.

Il avait existé une pile gallo-romaine, probablement similaire à celui d'Ébéon, quelque part dans l'ouest de la commune. Des fouilles menées sur ce site à la fin du XIXe siècle ont permis de mettre au jour, entre autres, des bijoux, une tablette gravée d'un texte de malédiction, et une tête colossale en pierre.
Le 23 mars 1901, Aumagne récupère les portions de territoires dites « Le Treuil et Le Breuillat », provenant de la commune de Blanzac-lès-Matha. La même année, elle absorbe la commune de Villepouge.

## Toponymie
L'étymologie du chef-lieu de la commune est sujette à caution et proviendrait hypothétiquement du mot Alamania. Selon cette théorie, le village aurait été fondé par des Alamans (Alamanni en latin) à la suite de l'une de leurs incursions dans l'Empire romain autour du Ve siècle[réf. nécessaire]. Une autre hypothèse : l'installation par les Romains sur le territoire de la commune d'un groupe de colons-soldats alamans (cf. Lètes).
Le nom « Villepouge » pourrait provenir de villa, vaste domaine agricole gallo-romain, et de pouge, désignant une colline, un puy. Cette éminence pourrait être celle sur laquelle avait été édifiée, dans l'Antiquité, une pile ou fanal, voire le monument lui-même. Celui-ci, ruiné au moins dès le XVIIe siècle, a été entièrement démoli au milieu du XIXe siècle, mais il en reste un autre exemple sur la commune voisine d'Authon-Ebéon. Ces deux monuments énigmatiques, peut-être à vocation funéraire, se trouvaient le long de la voie romaine de Saintes à Poitiers, ce qui prouve qu'à cette époque il ne s'agissait pas d'un territoire isolé[réf. nécessaire].

## Politique et administration

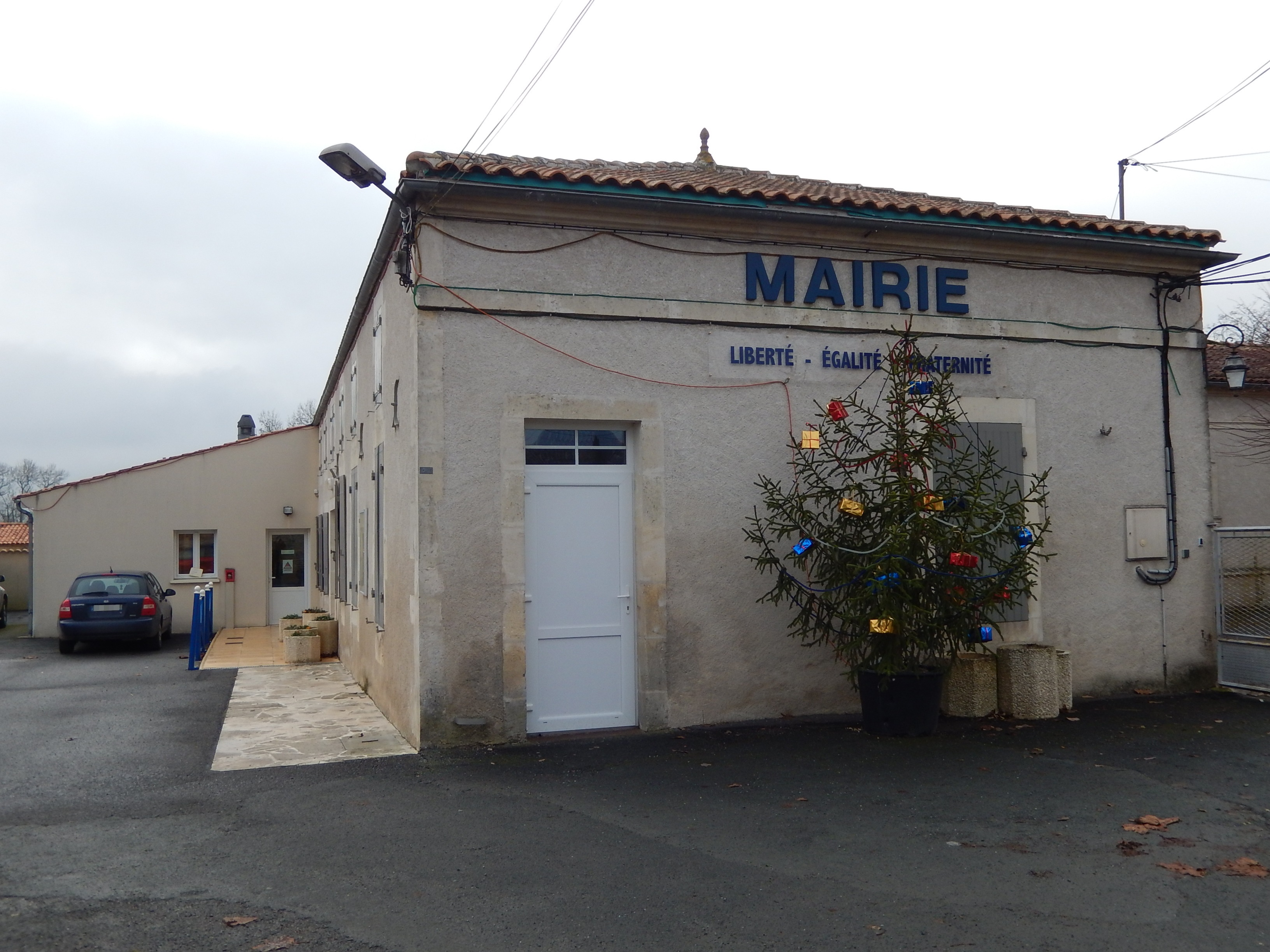
La mairie d'Aumagne, située dans le hameau des Hilairets.

### Liste des maires
| Période                                  | Période  | Identité        | Étiquette   | Qualité  |
| ---------------------------------------- | -------- | --------------- | ----------- | -------- |
| avant 1995                               | 2008     | Henri Foucaud   | DVD         |          |
| 2008                                     | En cours | René Escloupier | UMP puis LR | Retraité |
| Les données manquantes sont à compléter. |          |                 |             |          |

## Population et société

### Démographie
Les habitants sont appelés les Aumagnais.

#### Évolution démographique
L'évolution du nombre d'habitants est connue à travers les recensements de la population effectués dans la commune depuis 1793. Pour les communes de moins de 10 000 habitants, une enquête de recensement portant sur toute la population est réalisée tous les cinq ans, les populations de référence des années intermédiaires étant quant à elles estimées par interpolation ou extrapolation. Pour la commune, le premier recensement exhaustif entrant dans le cadre du nouveau dispositif a été réalisé en 2005.

En 2022, la commune comptait 699 habitants, en évolution de −1,55 % par rapport à 2016 (Charente-Maritime : +4,04 %, France hors Mayotte : +2,11 %).
| 1793  | 1800  | 1806  | 1821  | 1831  | 1836  | 1841  | 1846  | 1851  |
| ----- | ----- | ----- | ----- | ----- | ----- | ----- | ----- | ----- |
| 1 047 | 1 251 | 1 225 | 1 264 | 1 284 | 1 293 | 1 253 | 1 289 | 1 300 |

| 1856  | 1861  | 1866  | 1872  | 1876  | 1881  | 1886  | 1891  | 1896  |
| ----- | ----- | ----- | ----- | ----- | ----- | ----- | ----- | ----- |
| 1 309 | 1 391 | 1 311 | 1 268 | 1 266 | 1 238 | 1 205 | 1 180 | 1 130 |

| 1901  | 1906  | 1911  | 1921  | 1926 | 1931 | 1936 | 1946 | 1954 |
| ----- | ----- | ----- | ----- | ---- | ---- | ---- | ---- | ---- |
| 1 265 | 1 128 | 1 012 | 1 004 | 953  | 910  | 820  | 828  | 812  |

| 1962 | 1968 | 1975 | 1982 | 1990 | 1999 | 2005 | 2006 | 2010 |
| ---- | ---- | ---- | ---- | ---- | ---- | ---- | ---- | ---- |
| 827  | 737  | 636  | 642  | 634  | 610  | 655  | 655  | 697  |

| 2015 | 2020 | 2022 | - | - | - | - | - | - |
| ---- | ---- | ---- | - | - | - | - | - | - |
| 708  | 703  | 699  | - | - | - | - | - | - |

### Pyramide des âges
La population de la commune est relativement âgée.
En 2018, le taux de personnes d'un âge inférieur à 30 ans s'élève à 25,2 %, soit en dessous de la moyenne départementale (29 %). À l'inverse, le taux de personnes d'âge supérieur à 60 ans est de 37,4 % la même année, alors qu'il est de 34,9 % au niveau départemental.
En 2018, la commune comptait 343 hommes pour 363 femmes, soit un taux de 51,42 % de femmes, légèrement inférieur au taux départemental (52,15 %).
Les pyramides des âges de la commune et du département s'établissent comme suit.
| Hommes | Classe d’âge | Femmes |
| ------ | ------------ | ------ |
| 0,6    | 90 ou +      | 1,4    |
| 9,4    | 75-89 ans    | 11,6   |
| 27,8   | 60-74 ans    | 24,1   |
| 24,0   | 45-59 ans    | 24,7   |
| 14,9   | 30-44 ans    | 11,4   |
| 9,6    | 15-29 ans    | 12,2   |
| 13,7   | 0-14 ans     | 14,7   |

| Hommes | Classe d’âge | Femmes |
| ------ | ------------ | ------ |
| 1,1    | 90 ou +      | 2,6    |
| 10,1   | 75-89 ans    | 12,6   |
| 22     | 60-74 ans    | 23,2   |
| 20,1   | 45-59 ans    | 19,7   |
| 16,1   | 30-44 ans    | 15,6   |
| 15,2   | 15-29 ans    | 12,7   |
| 15,4   | 0-14 ans     | 13,6   |

## Culture locale et patrimoine

### Lieux et monuments
- Chail de Bois Bellot : mégalithe comportant des traces de polissage.
- Église Saint-Pierre
- Four à pain de Chagnon
- Châteaux de Montalaise et de Montapeine
- Pigeonnier dans le hameau du Treuil

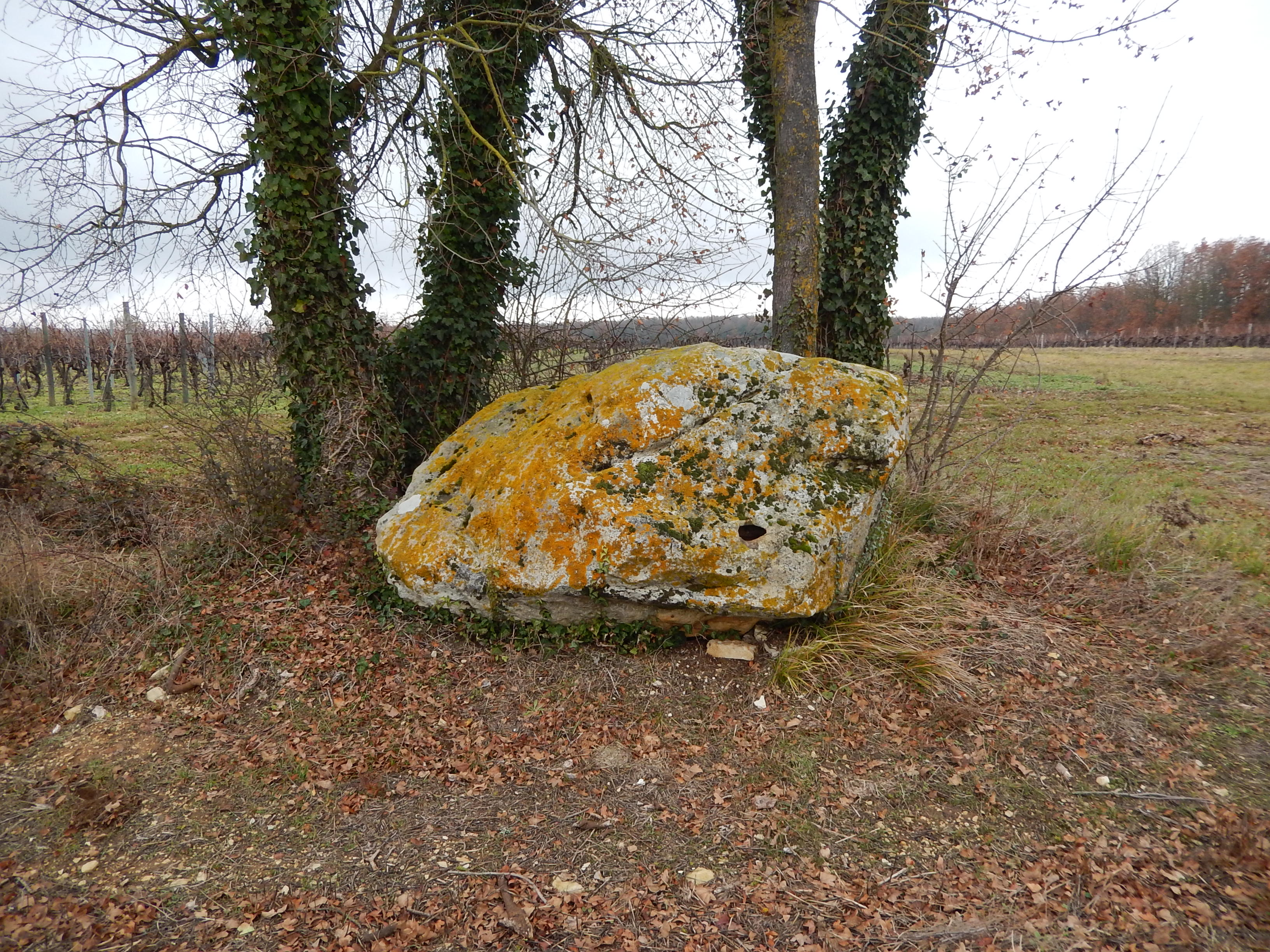
Le Chail de Bois Bellot.
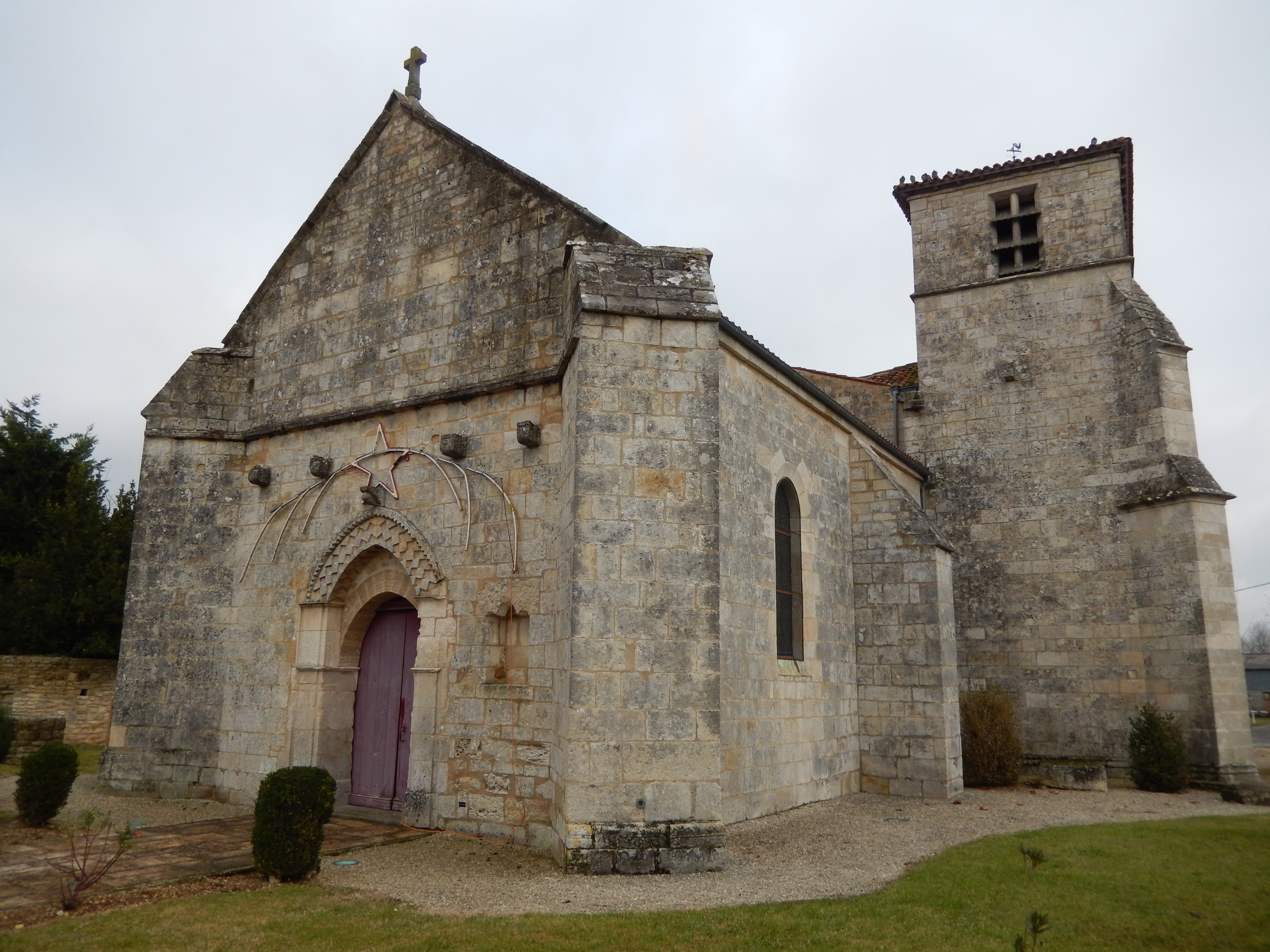
L'église Saint-Pierre.
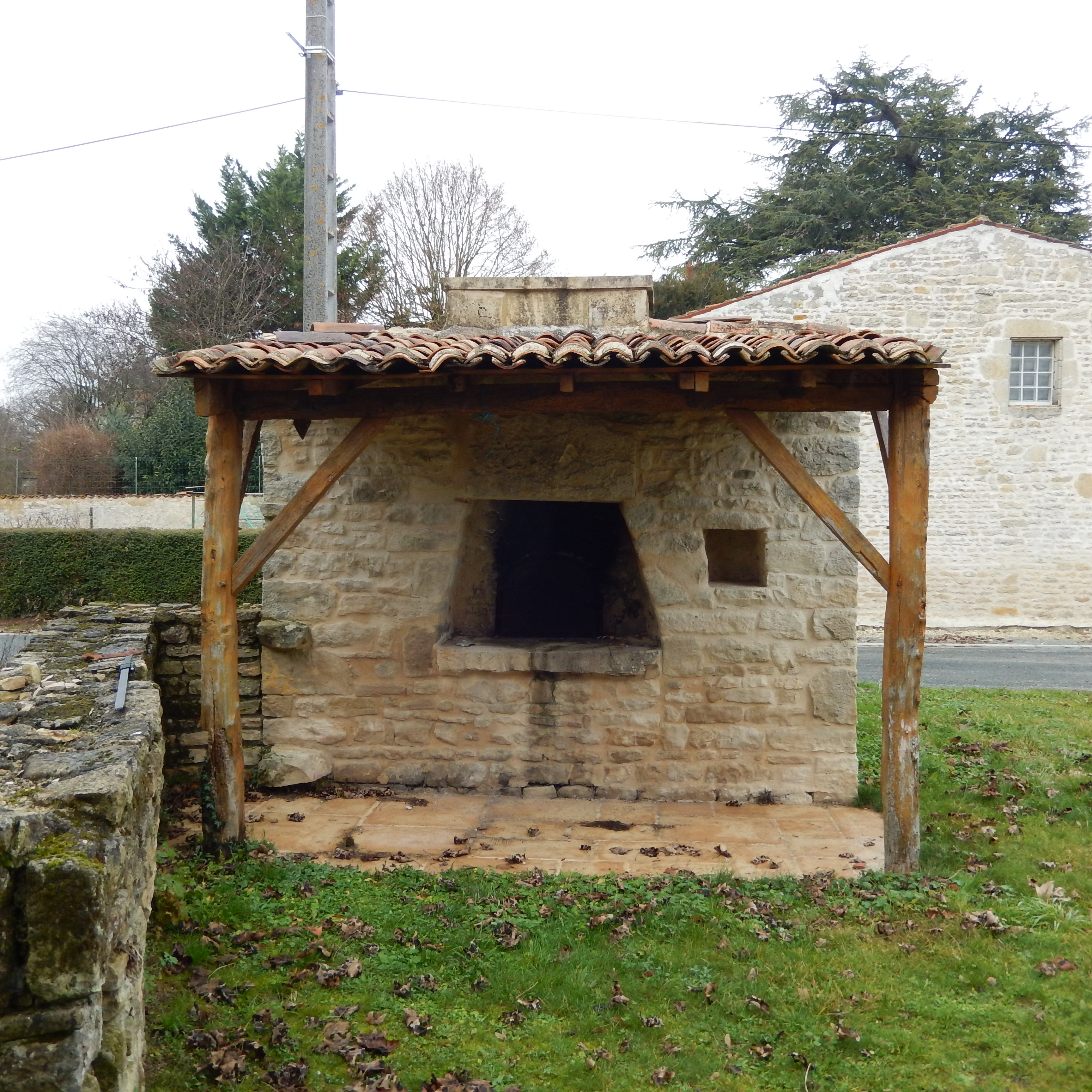
Le four à pain de Chagnon.
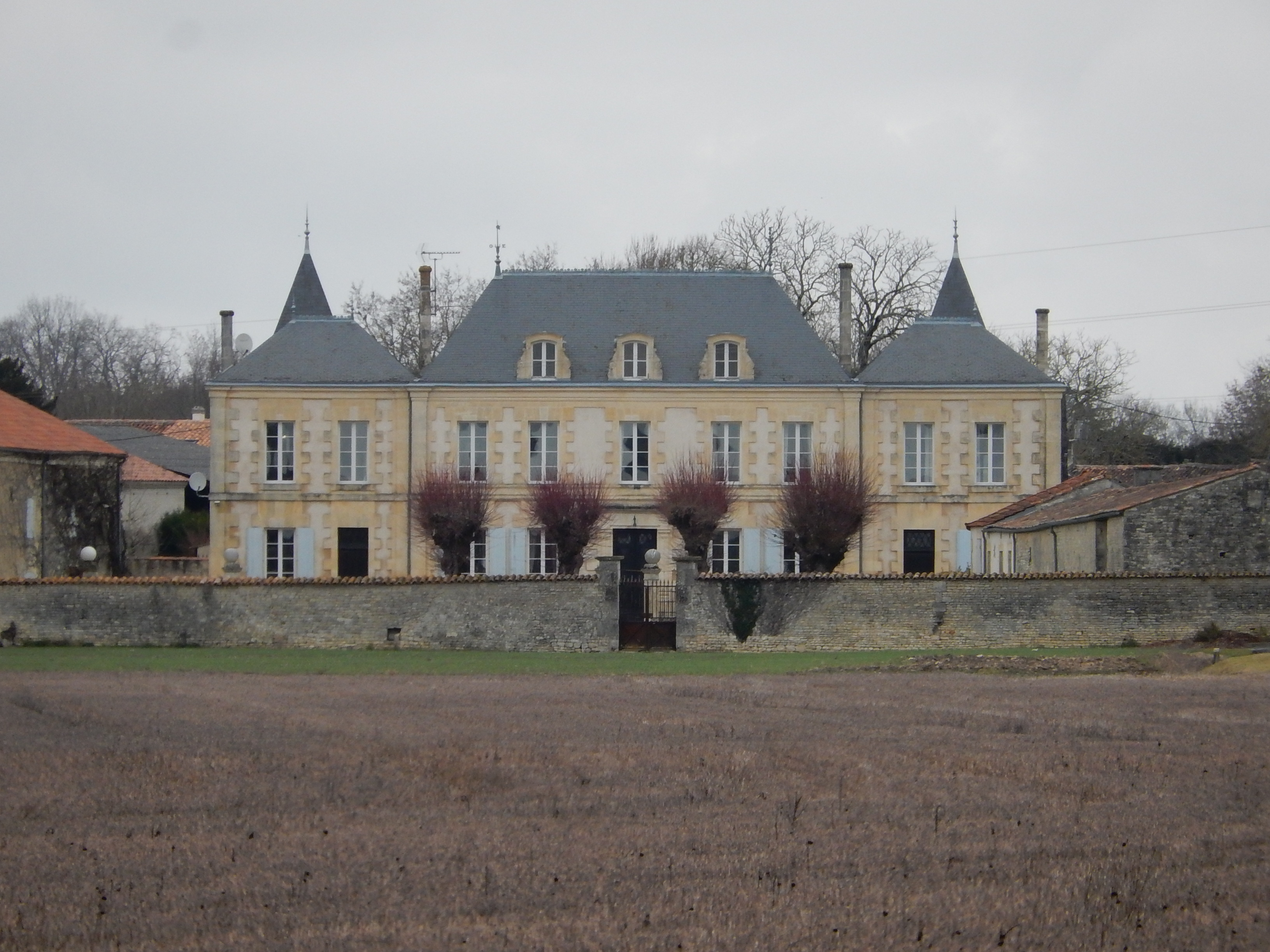
Le château de Montapeine.